# هادستاون
هادستاون (انگلیسی: Hadestown) یک تئاتر موزیکال با موسیقی، ترانه و نوشته آنایس میچل است. این نمایش روایتی از اسطوره یونان باستان اورفئوس و اوریدیس را روایت می‌کند. اوریدیس، دختر جوانی که به دنبال چیزی برای خوردن است، برای فرار از فقر و سرما به نسخه‌ای جهنمی از دنیای مردگان یونان می‌رود و اورفئوس معشوق فقیرش که خواننده و ترانه‌سرا است برای نجات او می‌آید.
نسخه اصلی و آوازخوانی این موزیکال در سال ۲۰۰۶ در شهر باری، ورمانت اجرا شد و پس از آن در همان سال در ورجینس و در سال ۲۰۰۷ توری در ماساچوست برگزار شد. میچل که از آینده موزیکال مطمئن نبود، آن را به یک آلبوم مفهومی تبدیل کرد که در سال ۲۰۱۰ منتشر شد.
میل در سال ۲۰۱۲ با کارگردان راشل چاوکین ملاقات کرد و این دو، نسخه صحنه‌ای را با آهنگ‌ها و دیالوگ‌های اضافی بازسازی کردند. نسخه جدید این موزیکال، به کارگردانی چاوکین، در ۶ مه ۲۰۱۶ در کارگاه تئاتر نیویورک در آف برادوی به نمایش درآمد و تا ۳۱ ژوئیه ادامه داشت. پس از اجراهایی در ادمونتون، آلبرتا، کانادا و لندن، انگلستان، این نمایش در سال ۲۰۱۹ در برادوی به نمایش درآمد. این نمایش برادوی تحسین منتقدان را برانگیخت. در هفتاد و سومین دوره جوایز تونی، هادستاون ۱۴ نامزدی (بیشترین نامزدی در آن سال) دریافت کرد و هشت جایزه از جمله بهترین موسیقی و بهترین موسیقی متن اصلی را از آن خود کرد.

## داستان
قانون اول
هرمس خدای یونانی، تماشاگران را به نمایش دعوت می‌کند و داستان، شخصیت‌ها، گروه و گروه موسیقی را معرفی می‌کند ("جاده جهنم"). پس از آن، اوریدیس و مویرای آب و هوای سخت و قحطی محل را توصیف می‌کنند ("هر طور که باد بوزد"). اورفئوس که تحت سرپرستی هرمس است، خود را به اوریدیس معرفی می‌کند و از او می‌خواهد که با او ازدواج کند ("با من به خانه بیا"). اوریدیس مردد است زیرا هر دو در فقر زندگی می‌کنند. اورفئوس به او می‌گوید که در حال نوشتن آهنگی است تا بهار دوباره بیاید و آنها دیگر مجبور نباشند با هم مبارزه کنند ("آهنگ عروسی").
اورفئوس داستان هادس و پرسفونه را روایت می‌کند ("حماسه ۱"). پرسفونه به دنیای بالا می‌رسد و تابستان را جشن می‌گیرد ("زندگی در اوج")، در حالی که اوریدیس واقعاً عاشق اورفئوس می‌شود ("تمام چیزی که تا به حال شناخته‌ام"). هادس زود می‌آید تا پرسفونه را ببرد و او از بدبختی خود از بازگشت به هادس‌تاون، کارخانه زیرزمینی هادس، می‌گوید. با وجود شنیدن کار بی‌پایان کارگران کارخانه، اوریدیس مجذوب ستایش‌های غنی‌ای می‌شود که توسط سرنوشت‌ها خوانده می‌شود و همچنین وعده محافظتی که هادس‌تاون ارائه می‌دهد ("راهی به سوی هادس‌تاون"). هوای سرد برمی‌گردد و اوریدیس به دنبال غذا و هیزم می‌گردد و از اورفئوس می‌خواهد که آهنگ خود را تمام کند ("طوفانی در حال شکل‌گیری"). اورفئوس به کار بر روی آهنگ خود ادامه می‌دهد ("حماسه ۲")، در حالی که اوریدیس با سخت‌تر شدن اوضاع، ناامیدتر می‌شود.
پس از مشاجره پرسفونه و هادس ("چانت")، هادس هادس‌تاون را ترک می‌کند تا کسی را پیدا کند که قدر امنیت و آسایش آن را بداند. او با اوریدیس ناامید روبرو می‌شود و از او دعوت می‌کند تا به هادس‌تاون بیاید ("هی، پرنده کوچک آوازخوان") و اورفئوس، اوریدیس را ترغیب می‌کنند که به او بپیوندد ("وقتی اوضاع رو به وخامت است"). با شدت گرفتن سرما و معده خالی، اوریدیس چاره‌ای جز پیروی از هادس نمی‌بیند. او قبل از رفتن به هادس‌تاون، با اورفئوس خداحافظی می‌کند، زیرا اورفئوس تماشاگران را به خاطر قضاوت او به خاطر انتخاب منافع شخصی به جای عشق سرزنش می‌کنند ("رفتم، من رفتم"). اورفئوس از ناپدید شدن اوریدیس مطلع می‌شود و تصمیم می‌گیرد او را از هادس‌تادس نجات دهد. او با استفاده از دستورالعمل‌های هرمس در مورد چگونگی رسیدن به هادس‌تاون بدون استفاده از قطار ("منتظر من باش") سفر خود را آغاز می‌کند. اوریدیس به هادس‌تاون می‌رسد و قرارداد را امضا می‌کند و رسماً به یک کارگر تبدیل می‌شود، در حالی که هادس از قدرت و سلطه خود بر ساکنان شهرش لذت می‌برد ("چرا دیوار را می‌سازیم").
قانون دوم
در یک آنتراکت پرسفونه برای مشتریان یک میخانه آواز می‌خواند که پشت سر هادس می‌دود ("بانوی زیرزمین ما"). اوریدیس کم‌کم متوجه عواقب انتخابش برای رفتن به هادس‌تاون می‌شود: او به زودی به یک کارگر فراموش‌شده تبدیل می‌شود و هرگز نمی‌تواند آنجا را ترک کند مگر اینکه هادس به او اجازه رفتن بدهد ("راهی به سوی هادس‌تاون (تکرار)"). او خاطراتش از دنیای بالا را فراموش می‌کند ("گل‌ها").
اورفئوس به هادس‌تاون می‌رسد و به اوریدیس قول می‌دهد که او را با خود به خانه ببرد ("با من به خانه بیا (تکرار)"). هادس ظاهر می‌شود و به او فاش می‌کند که اوریدیس با میل خود قرارداد را امضا کرده است، که اوریدیس با تأسف آن را تأیید می‌کند ("اسناد"). هادس به کارگران دستور می‌دهد تا به اورفئوس حمله کنند و اورفئوس به او می‌گویند که امیدش را از دست بدهد ("هیچ چیز تغییر نمی‌کند"). اورفئوس قسم می‌خورد که راهی برای آزادی اوریدیس پیدا کند، کارگران را جمع می‌کند و در این حین توجه پرسفونه را جلب می‌کند ("اگر حقیقت داشته باشد").
پرسفونه از عزم و اراده‌ی اورفئوس الهام می‌گیرد و از هادس درخواست می‌کند که اوریدیس را رها کند ("چه مدت؟"). در حالی که کارگران واقعاً در مورد آزادی وعده داده شده به خود تردید می‌کنند، هادس با تلخی به اورفئوس فرصتی می‌دهد تا آهنگ کامل خود را بخواند و تهدید می‌کند که پس از آن او را خواهد کشت ("سرود (تکرار)"). اورفئوس آهنگ خود را می‌خواند و عشق خود را به پرسفونه به هادس یادآوری می‌کند ("حماسه سوم"). هادس و پرسفونه با رقصی آشتی می‌کنند، پس از آن اورفئوس و اوریدیس قول می‌دهند که هر چقدر هم سخت باشد با هم بمانند ("قول‌ها"). اورفئوس از هادس می‌پرسد که آیا می‌توانند آنجا را ترک کنند و هادس به او می‌گوید که هنوز به نتیجه‌ای نرسیده است. اورفئوس هادس را به خاطر این دوراهی‌اش مسخره می‌کنند: اگر اورفئوس را بکشد و اوریدیس را اسیر نگه دارد، آنها شهید می‌شوند، اما اگر آنها را رها کند، کنترل خود را بر کارگرانش از دست می‌دهد زیرا آنها برای آزادی خود شروع به مبارزه کرده‌اند ("سخنی برای خردمندان"). هادس تصمیم می‌گیرد به یک شرط به اورفئوس و اوریدیس اجازه رفتن بدهد: اورفئوس باید آنها را بیرون ببرد. اگر او برگردد و تأیید کند که اوریدیس او را تعقیب می‌کند، اوریدیس به هادس‌تاون باز خواهد گشت و برای همیشه آنجا خواهد ماند ("بوسه او، شورش").
هرمس شرایط را برای اورفئوس و اوریدیس توضیح می‌دهد و آنها به همراه کارگرانی که برای یافتن امید به آنها چشم دوخته بودند، به راه می‌افتند. پرسفونه و هادس تصمیم می‌گیرند به رابطه‌شان فرصت دیگری بدهند ("منتظرم باش (تکرار)"). درست زمانی که اورفئوس تا انتها پیش می‌رود، شک بر او غلبه می‌کند و برمی‌گردد و اوریدیس را محکوم به بازگشت به هادس‌تاون می‌کند ("شک وارد می‌شود"). هرمس در مورد این داستان غم‌انگیز و دلیل لزوم روایت آن تأمل می‌کند، زیرا داستان به ابتدا بازمی‌گردد و گروه دوباره شروع به روایت آن می‌کند ("جاده جهنم (تکرار)"). پس از تعظیم در هنگام حضور تماشاگران، بازیگران از اورفئوس به خاطر خوش‌بینی و شجاعتش تجلیل می‌کنند ("جام‌هایمان را بالا می‌بریم").

## تولیدات

### نسخه اولیه (۲۰۰۶–۲۰۰۷)؛ آلبوم مفهومی (۲۰۱۰)
نسخه اولیه‌ای از هادستاون در سال ۲۰۰۶ در شهرهای باری و ورجینس ورمانت اجرا شد، پیش از آنکه در سال ۲۰۰۷ به یک تور هفت روزه و ده شهر در ایالت ورمانت و ماساچوست، زادگاه میچل برود. میچل اولین اجرای این نمایش را «یک پروژه تئاتر «خودت انجام بده»» توصیف کرد. تیم خلاق شامل بن تی. مچ‌استیک کارگردان و طراح، و مایکل چورنی تنظیم‌کننده و ارکستر، با بازیگرانی از هنرمندان ورمانت، از جمله میچل در نقش اوریدیس و مچ‌استیک در نقش هرمس بود. میچل که از آینده نسخه صحنه‌ای مطمئن نبود، در سال ۲۰۱۰ یک آلبوم مفهومی منتشر کرد.

### خارج از برادوی (۲۰۱۶)
پس از تماشای اجرایی از نمایش «ناتاشا، پیر و دنباله‌دار بزرگ ۱۸۱۲» به کارگردانی ریچل چاوکین در سال ۲۰۱۲، میچل و چاوکین در مورد شکاف‌های موجود در داستان آلبوم مفهومی بحث کردند و شروع به گسترش نسخه صحنه‌ای این موزیکال کردند. میچل ۱۵ آهنگ دیگر نوشت و دیالوگ‌هایی را برای روشن‌تر کردن طرح داستان و عمیق‌تر کردن شخصیت‌پردازی اضافه کرد. تاد سیکافوس تنظیم‌ها و ارکستراسیون‌های اضافی را به نمایش چورنی اضافه کرد. نمایش «هادستاون» برای اولین بار در کارگاه تئاتر نیویورک (NYTW) از ۳ مه ۲۰۱۶ تا ۳۱ ژوئیه اجرا شد. در این نمایش، دیمون داونو در نقش اورفئوس، نبیا بی در نقش اوریدیس، امبر گری در نقش پرسفونه، پاتریک پیج در نقش هادس، کریس سولیوان در نقش هرمس و لولو فال، جسی شلتون و شاینا تاب در نقش فیتس بازی کردند. در ۱۴ اکتبر ۲۰۱۶، یک آلبوم کوتاه (EP) شامل چهار آهنگ از این موزیکال که در ۲۸ و ۲۹ ژوئن ۲۰۱۶ به صورت زنده ضبط شده بود، منتشر شد. و یک آلبوم کامل زنده نیز در ۶ اکتبر ۲۰۱۷ منتشر شد.
این نمایش در مجموعه مستند «کار در تئاتر» که توسط شاخه تئاتر آمریکا تهیه شده بود، به نمایش درآمد.

### کانادا (۲۰۱۷)
نمایش «هادستاون» به عنوان بخشی از فصل ۲۰۱۷-۲۰۱۸ در تئاتر سیتادل در ادمونتون، آلبرتا کانادا به عنوان یک اجرای آزمایشی پیش از برادوی اجرا شد. چاوکین دوباره کارگردانی آن را بر عهده داشت و اجراهایی از ۱۱ نوامبر تا ۳ دسامبر ۲۰۱۷ را به نمایش گذاشت، و گری و پیج نقش‌های خود را از نمایش «نیویورک تایمز» تکرار کردند. این نمایش با همکاری مارا ایزاکس و دیل فرانزن، که تهیه‌کنندگی اجرای خارج از برادوی را بر عهده داشتند، اجرا شد. در این نمایش همچنین ریو کارنی در نقش اورفئوس، تی‌وی کارپیو در نقش اوریدیس و کینگزلی لگز در نقش هرمس به ایفای نقش پرداختند.

### لندن (۲۰۱۸)
نمایش «هادستاون» اجرای بعدی خود را در تئاتر ملی سلطنتی لندن از نوامبر ۲۰۱۸ تا ژانویه ۲۰۱۹ برگزار کرد. طراحان شامل ریچل هاوک (دکوراسیون)، مایکل کراس (لباس)، بردلی کینگ (نورپردازی) و نوین استاینبرگ و جسیکا پاز (صدا) بودند. دیوید نیومن طراح رقص بود. پیج، گری و کارنی نقش‌های قبلی خود را تکرار کردند و اوا نوبل‌زاده ، آندره دی شیلدز، کارلی مرسدس دایر، رزی فلچر و گلوریا اونیتیری به آنها پیوستند.

### برادوی (۲۰۱۹–تاکنون)
نمایش «هادستاون» در تئاتر والتر کر در برادوی افتتاح شد و پیش‌نمایش‌ها از ۲۲ مارس ۲۰۱۹ آغاز شد و افتتاحیه رسمی آن در ۱۷ آوریل ۲۰۱۹ بود. پیج، گری، دی شیلدز، کارنی و نوبلزادا نقش‌های خود را تکرار کردند و جول بلکمن، ایوت گونزالس و کی ترینیداد به آنها پیوستند. این نمایش برادوی توسط مارا ایزاک، دیل فرانزن، هانتر آرنولد و تام کرداهی تهیه شد. طراحی‌ها دوباره توسط هاوک (دکوراسیون)، کراس (لباس)، کینگ (نورپردازی)، استاینبرگ و پاز (صدا) انجام شد و نویمان دوباره رقص‌پردازی کرد. در ۱۲ مارس ۲۰۲۰ اجراها به دلیل همه‌گیری کووید-۱۹ به حالت تعلیق درآمدند. این نمایش موزیکال اجراهای خود را در ۲ سپتامبر ۲۰۲۱ از سر گرفت. در ۴ ژانویه ۲۰۲۳ هادستاون با ۹۱۸ اجرا به طولانی‌ترین نمایش در تئاتر والتر کر تبدیل شد.

### تور ملی آمریکای شمالی (۲۰۲۱–۲۰۲۴)
یک تور ملی برای سال ۲۰۲۰ برنامه‌ریزی شده بود. به دلیل همه‌گیری کووید ۱۹ این تور به سال ۲۰۲۱ موکول شد. این تور در مرکز هنرهای نمایشی جان اف کندی در واشینگتن دی. سی. آغاز شد و به مدت سه هفته از ۱۵ اکتبر ۲۰۲۱ ادامه داشت. پیش از آغاز، این نمایش از ۵ تا ۱۰ اکتبر ۲۰۲۱ در مرکز صلح در گرینویل، کارولینای جنوبی به صورت آزمایشی اجرا شد. در این تور، نیکلاس باراش در نقش اورفئوس، مورگان سیوبان گرین در نقش اوریدیس، کوین مورو در نقش هادس، کیمبرلی مارابل در نقش پرسفونه، لوی کریس در نقش هرمس و بلن مویانو، بکس اودوریسیو و شیا رن در نقش فیتس ایفای نقش کردند. این تور در ۲۶ مه ۲۰۲۴ در تورنتو، انتاریو، کانادا، پس از بیش از ۹۸۰ اجرا در ۸۵ شهر در سراسر ایالات متحده و کانادا به پایان رسید.

### تور ملی آمریکای شمالی (۲۰۲۴–تاکنون)
یک تور ملی دیگر، در ۳ اکتبر ۲۰۲۴ در تئاتر پالاس در واتربری، کنتیکت آغاز شد. این تور به کارگردانی کینان تایلر اولیفانت و طراحی رقص توسط تی. الیور رید برگزار می‌شود. اجراها حداقل تا ژوئن ۲۰۲۶ برنامه‌ریزی شده‌اند.

### کره جنوبی
یک اجرای از نمایش «هادستاون» از اوت ۲۰۲۱ تا فوریه ۲۰۲۲ در مرکز هنرهای ال‌جی در سئول اجرا شد. در این اجرای کره‌ای زبان، زو هیونگ-گیون، کانگ-هیون پارک و شیومین در نقش‌های اورفئوس و کیم هوان-هی و کیم سو-ها در نقش‌های اوریدیس به ایفای نقش پرداختند. این نمایش برنده جایزه بهترین موزیکال در جوایز موزیکال کره شد. این موزیکال از ۱۲ ژوئیه ۲۰۲۴ به کره جنوبی بازگشت و انتظار می‌رفت تا ۶ اکتبر در تئاتر شارلوت در سئول اجرا شود. هیونگ-گیون و پارک نقش اورفئوس را تکرار کردند و کیم مین-سوک .  هوان-هی و سو-ها نقش‌های خود را در نقش اوریدیس تکرار کردند.

### وست اند (۲۰۲۴–تاکنون)
پیش‌نمایش‌های نمایش «هادستاون» در ۱۰ فوریه ۲۰۲۴ در تئاتر وست اند آغاز شد و افتتاحیه رسمی آن در ۲۱ فوریه در تئاتر لیریک لندن انجام شد. بازیگران این نمایش شامل دونال فین در نقش اورفئوس، گریس هاجت یانگ در نقش اوریدیس، زاخاری جیمز در نقش هادس، ملانی لا باری در نقش هرمس و گلوریا اونیتیری در نقش پرسفونه هستند. قرار است این نمایش حداقل تا ۱۵ فوریه ۲۰۲۶ ادامه داشته باشد. ضبط زنده‌ای از بازیگران در ۶ دسامبر ۲۰۲۴ منتشر شد.
قرار بود پنج نفر از بازیگران اصلی نمایش لندن و برادوی، کارنی، نوبلزادا، پیج، گری و دی شیلدز، نقش‌های خود را در این نمایش وست اند به مدت پنج هفته در فوریه و مارس ۲۰۲۵ از سر بگیرند. بلیت‌های بازگشت این بازیگران ظرف «چند ساعت» به فروش رسید. با این حال، پس از آسیب‌دیدگی پیج در طول تمرینات، فیلیپ بویکین این نقش را بر عهده گرفت و به چهار نفر دیگر پیوست. پیج فقط برای فیلمبرداری این نمایش با این بازیگران در ۲۸ فوریه و ۱ مارس ۲۰۲۵ بازگشت.

### استرالیا (۲۰۲۵)
اجرایی ۱۴ فوریه ۲۰۲۵ در سیدنی استرالیا، در تئاتر رویال با همکاری اپرای استرالیا آغاز شد. بازیگران این نمایش شامل کریستین آنو در نقش هرمس، نوح مولینز در نقش اورفئوس، ابیگیل آدریانو در نقش اوریدیس، آدریان تامبورینی در نقش هادس و النا روکوبارو در نقش پرسفونه بودند. این نمایش در ۲۶ آوریل در سیدنی به پایان رسید و در ۸ مه در تئاتر ملبورن افتتاح شد و تا تا ۱۳ ژوئیه ۲۰۲۵ ادامه داشت.

### هلند (۲۰۲۵)
در ۲۰ ژوئن ۲۰۲۵ در آمستردام هلند، در تئاتر سلطنتی کاره، روی صحنه رفت. بازیگران این نمایش شامل کلودیا د بریج و مارتن هایجمنز در نقش هرمس، ژانخو مکروی در نقش اورفئوس، سارا آفیبا در نقش اوریدیس، ادوین یونکر در نقش هادس و جوی ویلکنز در نقش پرسفونه هستند. قرار است این نمایش تا ۲۴ اوت ۲۰۲۵ اجرا شود.

## بازیگران
| شخصیت    | آلبوم مفهومی  | خارج از برادوی                  | برادوی                                  | تور آمریکای شمالی              | وست اند                             |
| شخصیت    | ۲۰۱۰          | ۲۰۱۶                            | ۲۰۱۹                                    | ۲۰۲۱                           | ۲۰۲۴                                |
| -------- | ------------- | ------------------------------- | --------------------------------------- | ------------------------------ | ----------------------------------- |
| اورفئوس  | جاستین ورنن   | دیمون داونو                     | ریو کارنی و لولا تانگ                   | نیکلاس باراش                   | دونال فین                           |
| اوریدیس  | آنایس میچل    | نبیا به                         | اوا نوبل‌زاده                            | مورگان سیوبان گرین             | گریس هاجت یانگ                      |
| هادس     | گرگ براون     | پاتریک پیج                      | پاتریک پیج                              | کوین مورو                      | زاخاری جیمز                         |
| پرسفونه  | آنی دی‌فرانکو  | آمبر گری                        | آمبر گری                                | کیمبرلی مارابل                 | گلوریا اونیتیری                     |
| هرمس     | بن ناکس میلر  | کریس سولیوان                    | آندره دی شیلدز                          | لوی کریس                       | ملانی لا باری                       |
| سرنوشت‌ها | سه‌قلوهای هادن | پاییز لولو جسی شلتون شاینا تاوب | جول بلکمن کی ترینیداد ایوت گونزالس-ناسر | بلن مویانو بکس اودوریسیو شی رن | بلا براون مادلین شارلمانی آلی دانیل |

## آرا و نظرات
نیویورک تایمز این اثر خارج از برادوی را «خلاقانه» و «با آوازی باشکوه» توصیف کرد و سادگی و صمیمیت آن را ستود. هالیوود ریپورتر دیالوگ اضافه شده را «ترسناک» توصیف کرد، اما از انرژی بالا و صحنه‌آرایی فراگیر آن تمجید کرد. و آهنگ «چرا دیوار را می‌سازیم» را با کارزار ریاست‌جمهوری ۲۰۱۶ دونالد ترامپ مقایسه کردند، هرچند این آهنگ حدود یک دهه پیش از آن کارزار ساخته شده است.
این نمایش در ۱۷ آوریل ۲۰۱۹ در برادوی به روی صحنه رفت و با تحسین منتقدان روبرو شد و کارگردانی و بازی آندره دی شیلدز  مورد ستایش قرار گرفت. نیویورک تایمز آن را "باشکوه" و "مسحورکننده" نامید، به ویژه به بهبود آن نسبت به نسخه کارگاه تئاتر نیویورک اشاره کرد. دیوید رونی از هالیوود ریپورتر آن را "کاملاً شگفت‌انگیز" خواند و به ویژه از بازی‌های گری و پیج تمجید کرد.
مادوکا ایمورا، تهیه کننده ژاپنی (井村まどか) و روزنامه نگار تئاتر یوسی کاگیاما (影山雄成) این تئاتر موزیکال را به دلیل تازگی و خلاقیت آن ستایش کردند.